# T75班用機槍

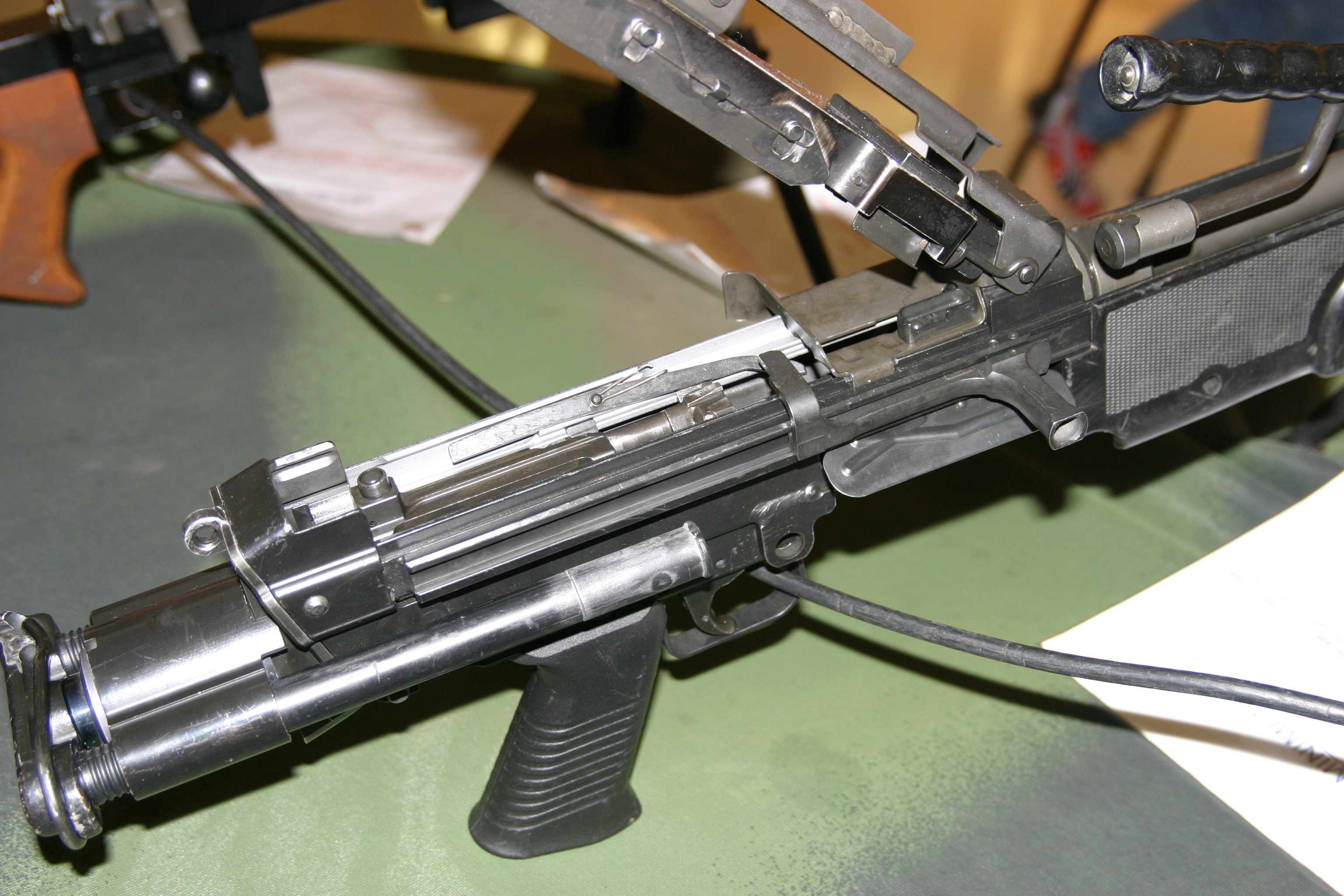
打開機匣的伸縮槍托Minimi

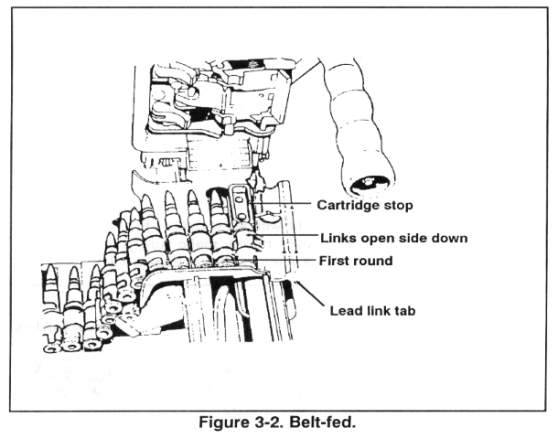
T75班用機槍設計時所參考的FN Minimi的彈鏈供彈系統

T75班用機槍是中華民國聯勤205兵工廠參考比利時的FN Minimi輕機槍的改良品，為中華民國國家自主研製發展，發射5.56×45公釐NATO步槍子彈。

## 設計
T75班用機槍以比利時FN Minimi輕機槍為藍本，將零組件簡化以利生產，並依東方人的體形加以設計修改。早期推出的T75並沒有下掛式彈鼓，但目前此種彈鼓則已成為其標準配備。T75班用機槍亦有一款槍托可左折的緊緻型，推測是給特戰部隊與傘兵使用而開發，但未知是否有量產。
在性能驗收試驗中，T75對空射擊命中率超過陸軍提出的設計要求。在淋雨、海水、泥漿試驗中，則連續射擊600發且無故障。在寒區試驗中，在海拔3134米的高山上，平均溫度0到2℃環境下，T75機槍各零部件亦未出現損壞或故障。

## 結構
T75與FN Minimi在內部結構與外觀皆有差異，結構上反而與同期發展的T74排用機槍類似，有以下的特點：
- 為了簡化後勤的額外需求，扳機組、握把、準星和照門等80項的零組件（約占全槍60%）與T74排用機槍共通，也可沿用57式機槍或T74的兩腳架
- T75有彈鏈、彈匣（STANAG彈匣，能與T65突擊步槍的相容）和彈鼓三種供彈方式，分別是200發及30發，裝填通用標準的5.56公釐口徑的步槍子彈或是TC74穿甲彈、TC79曳光彈
- 其彈鏈進彈系統經過特殊設計，即便將2.5公斤重的彈鏈完全垂於槍下仍可順利進彈
- 為考量人體工學以及操作便捷，T-75槍托數次設計變更，並增加了槍托底板弧度
- 槍管護木採用複合材料製造，隔熱性能好，連續發射600發彈也不會過熱
- 可以另外裝備戰術滑軌與夜視鏡光學瞄準鏡等，並可以自行更換為短槍管結構
- 後座室延長30公釐，以降低射速（原因可能是射速過高容易造成槍管壽命降低，以及戰術思想的問題）
- 機匣較FN Minimi大，且與復進桿為一體
- 拉機柄採用T74的簡單構造，並與槍機結合的設計。射擊時雖然槍機拉柄會隨著槍機來回運動，但此種設計構造簡單，製造上也較容易
- 由於射擊時拉柄會往覆運動，T75並未另外裝設拉柄防塵蓋
- 為防止射擊時拉柄鉤住異物，其拉柄尺寸則較M249機槍小
- 採用活動式的準星，在更換槍管後，不需重新調整表尺即可迅速射擊
- 另裝有氚發光點，可用於夜間瞄準射擊
- 採用新型槍口制退器使其後座力較57式機槍減少約30%，能有效控制槍口跳動，提高準確性
- 彈匣座比迷你機槍長，且在焊接程序上經過加強，彈匣座入口截面設計成凸字型，能有效咬合T65或M16步槍的三十發彈匣，實用性較FN Minimi的口字型彈匣座高
- 槍管為可快速更換的冷鍛鍍鉻槍管，其上裝有提把便於手提攜行
- 瓦斯鋼管採用兩段式套筒結構，方便拆卸保養
- 兩腳架向前折疊，有利於提槍和背槍行進

## 採用

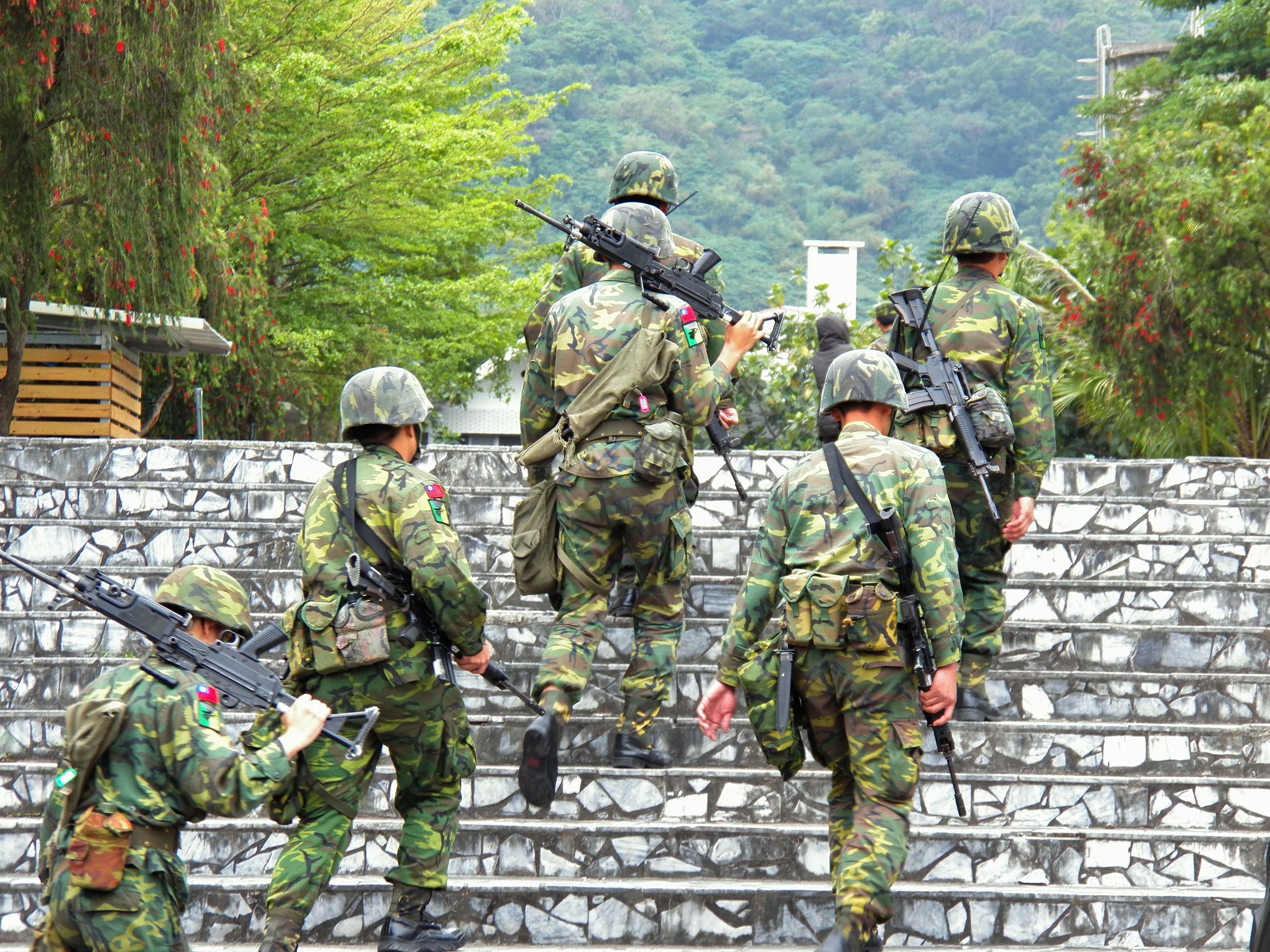
正在搬運T75班用機槍的陸軍臺東地區指揮部士兵。

T75的原型於1986年推出，但直到1992年才正式定型，1996年正式推出，並正式命名為「國造T75班用機槍」。
雖然T75為中華民國自主研製發展，並非仿冒品，但中華民國陸軍還是選擇了與美國陸軍相同款式的FN Minimi，象徵性採購一小批T75，然並沒有相關討論或訪談能證明這批班用機槍有下發基層野戰部隊使用。
同時間的其他軍種如中華民國空軍、中華民國海軍陸戰隊、中華民國憲兵都採購了T75班用機槍。除了軍方單位，警政署在動員戡亂結束後，為了強化移編的水上警察（保七總隊）火力，也採購過一批為數不明的T75強化艦艇火力，後來改制為海巡署後，相關槍械一併移交。

### 衍生次型

#### T75 SFAW特戰版班用機槍

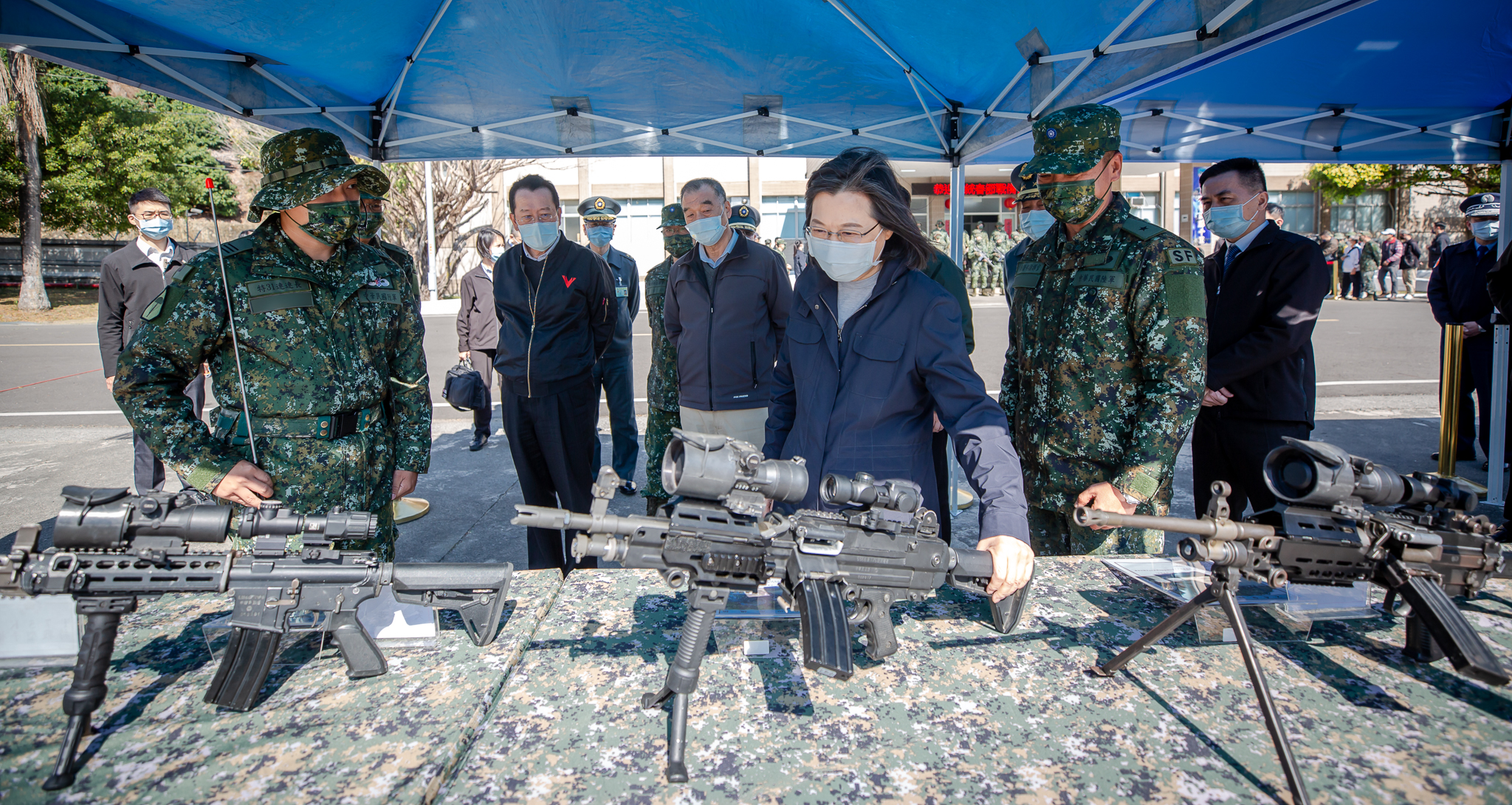
時任中華民國總統蔡英文慰勉陸軍特種作戰指揮部特戰第三營的官兵時營內所展出的T75 SFAW特戰版班用機槍。

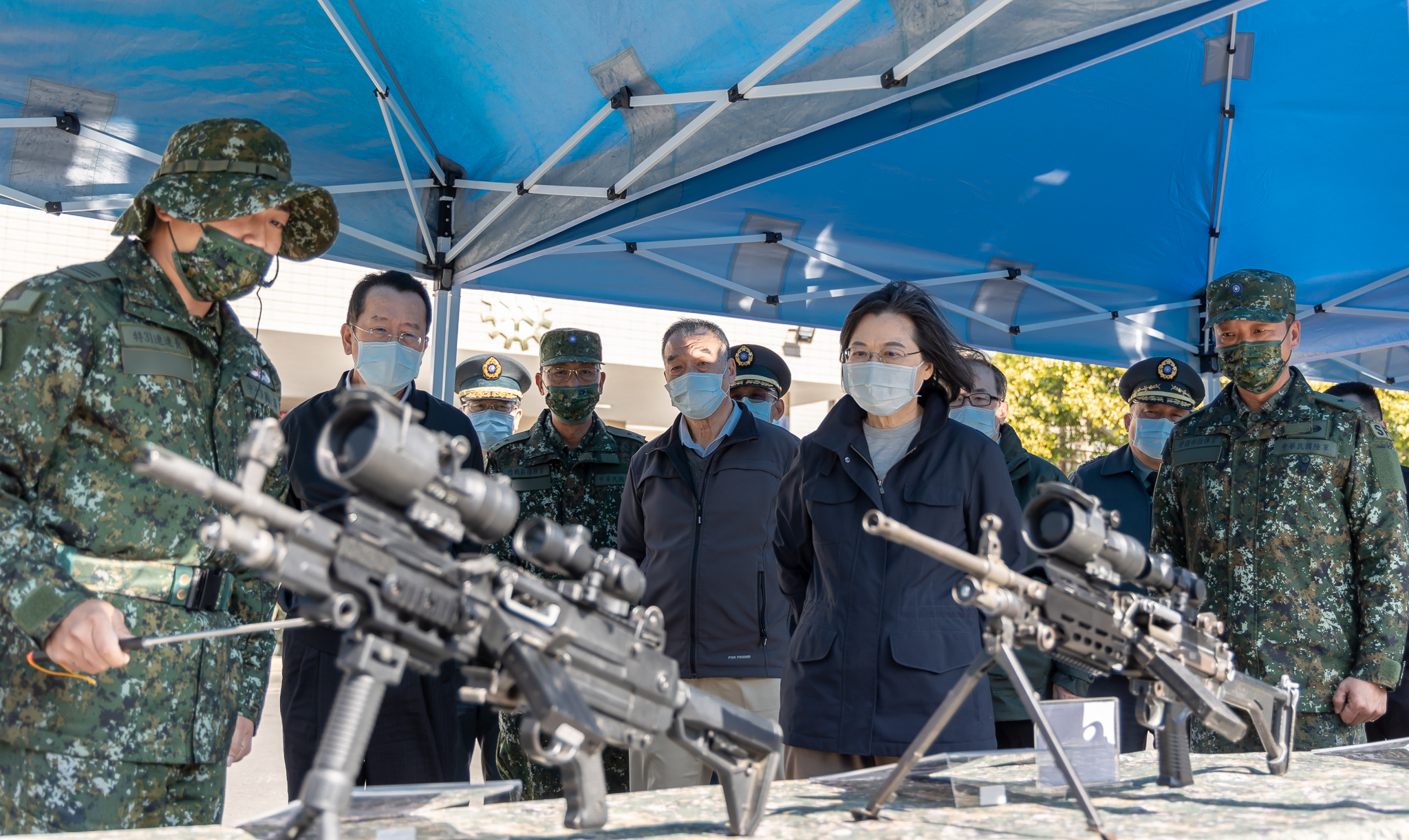
時任中華民國總統蔡英文慰勉陸軍特種作戰指揮部特戰第三營的官兵時營內所展出的T75 SFAW特戰版班用機槍。

陸軍航特部委託軍備局205廠自行改裝，由陸軍特戰、兩棲部隊專用。
專門改裝用以適應特戰部隊跳傘、機降、山地作戰、城鎮CQB任務使用，槍隻縮短原有槍管，搭配戰術滑軌、瞄具、握把兩腳架、戰鬥防火帽，更換伸縮槍托，配備100發彈鏈袋。
目前這型班用機槍改裝總數約30挺，配賦於特戰營偵察排、特勤隊、兩棲營等單位。

## 使用國
- 中華民國
  - 中華民國陸軍
  - 中華民國海軍
  - 中華民國空軍
  - 中華民國海軍陸戰隊
  - 中華民國憲兵
  - 警政署
  - 海洋委員會海巡署

## 外部連結
- （中文）-聯勤205廠參訪-T75班用機槍